# Andrew Hussie
Andrew Hussie (25 de agosto de 1979) es el creador de MS Paint Adventures, una colección de webcomics que incluye Homestuck y otros webcomics, libros y vídeos.

## Carrera
En 2007, Hussie creó el sitio web MS Paint Adventures con el fin de publicar cómics que había creado en forma de juegos para foros. La obra más popular de Hussie es el webcomic Homestuck, el cual comenzó en 2009, culminó en 2016 y cuenta la historia de un grupo de cuatro niños los cuales participan en un juego de computadora llamado Sburb y accidentalmente causan el fin del mundo al mismo tiempo. 
Homestuck estaba en la lista de lectura de Nick Mathewson, creador de Tor, y uno de los top 100 pensadores globales de 2012 de la revista Foreign Policy. Homestuck también ha sido citado como evidencia de que el "reciente rejuvenecimiento de juegos de aventura tiene piernas"
Homestuck ha sido comparada a Ulises debido a su compleja narración y su denso lenguaje.

## Vida personal
A pesar de su popularidad, Hussie ha logrado mantener la mayoría de su vida en secreto; ni siquiera se conoce su edad exacta. Referencias hechas en su blog de Blogspot y su cuenta de Formspring sugieren que nació en 1979. Actualmente vive en el oeste de Massachusetts.
Se graduó de la Universidad del Temple con una licenciatura en ciencia computacional. Es gerente de la compañía What Pumpkin, LLC.

## Obras

### Videos
- Andrew Hussie, con Jan Van den Hemel, creó varias parodias de Star Trek: The Next Generation desde 2006 hasta 2009 o 2010.

### Webcomics
- Team Special Olympics
- MS Paint Adventures
  - Jailbreak
  - Bard Quest (12 de junio de 2007 hasta 6 de julio de 2007[13])
  - Problem Sleuth (10 de marzo de 2008 hasta 7 de abril de 2009[14])
  - Homestuck (13 de abril de 2009 hasta 13 de abril de 2016[15])
- Sweet Bro and Hella Jeff

### Libros publicados
- Whistles, Book One (The Starlight Calliope) (Fuera de impresión, disponible en línea) ISBN 978-1-59362-073-8
- Problem Sleuth (Cinco volúmenes, los cuales cubren los 22 capítulos originales) 
  - Volume One: Compensation, Adequate ISBN 978-0-9824862-3-8
  - Volume Two: This Is Complete BS ISBN 978-1-936561-00-1
  - Volume Three: Suitor to the Sodajerk's Confidante ISBN 978-1-936561-80-3
  - Volume Four: Black Liquid Sorrow ISBN 978-1-936561-85-8
  - Volume Five: Sepulchritude
- Homestuck (Tres volúmenes hasta la fecha, los cuales cubren el acto 1, 2 y 3 respectivamente) 
  - Volume One ISBN 978-1-936561-82-7
  - Volume Two ISBN 978-1-936561-83-4
  - Volume Three ISBN 978-1-936561-10-0
- Sweet Bro and Hella Jeff ISBN 978-1936561-03-2
- Dinosaur Comics: Everybody Knows Failure is Just Success Rounded Down ISBN 978-1-936561-90-2

### Proyectos de videojuegos
- Hiveswap[16][17]
- Namco High[18]